# Nấm tổ ong
Nấm tổ ong là kết quả phản ứng của vật chủ với nhiễm nấm ở nang tóc trên da đầu (đôi khi xuất hiện ở râu) có thể kèm theo nhiễm khuẩn thứ phát. Nấm thường xuất hiện dưới dạng những tổn thương lớn, xốp và điển hình là ở trẻ em. Nấm tổ ong là một phản ứng viêm gây đau làm mưng mủ sâu trên da đầu. Nang tóc có thể vỡ và chảy mủ, tạo thành vảy tiết. Có thể hình thành các hang và hiếm khi tạo thành u nấm. Nguyên nhân thường gặp là nấm sợi (một loại nấm sợi ảnh hưởng đến da người và các loài động vật) như Trichophyton verrucosum, T. mentagrophytes, và Microsporum canis. Điều trị chủ yếu bằng griseofulvin đường uống.

## Triệu chứng
Triệu chứng thường gặp nhất là rụng tóc dễ dàng. Tổn thương dạng mảng với mụn mủ vàng ở chân tóc.Triệu chứng trên hạch bạch huyết và sốt có thể xuất hiện. Tình trạng này có thể bị nhầm với chốc.

## Điều trị
Không giống như hầu hết các biểu hiện của nhiễm nấm nông khác, nấm tổ ong không đáp ứng với điều trị thuốc kháng nấm bôi tại chỗ mà cần điều trị toàn thân. Liệu pháp điều trị điển hình bao gồm thuốc kháng nấm uống, như griseofulvin hoặc terbinafine, điều trị trong ít nhất 6-8 tuần tùy thuộc vào mức độ nghiêm trọng. Điều trị thành công của kerion thường yêu cầu điều trị kháng sinh theo kinh nghiệm do tỷ lệ nhiễm khuẩn thứ phát cao.